# Casa tradicional balinesa

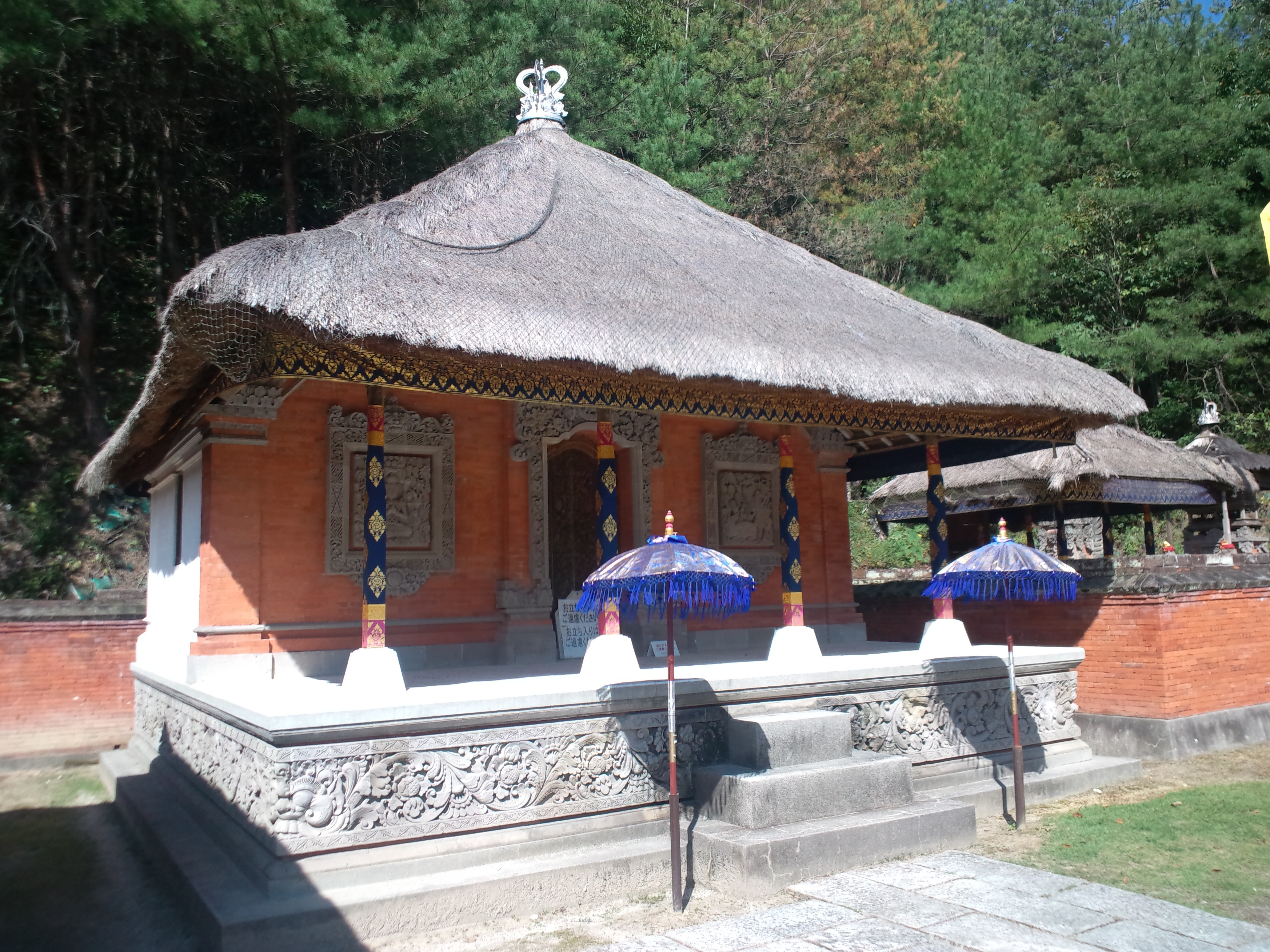
Balè meten, pabellón para dormir en un complejo de viviendas tradicional balinés.

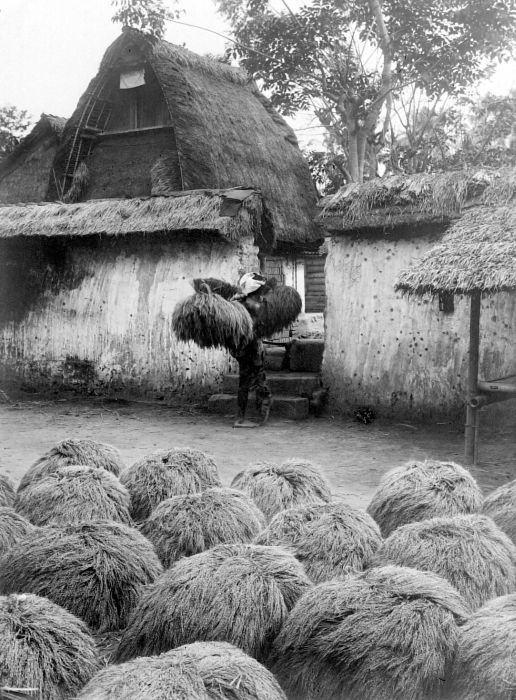
Forma tradicional del lumbung (granero de arroz) del sur de Bali.

La casa tradicional balinesa es el hábitat vernacular de los balineses en Bali, Indonesia. Sigue estrictamente un plan arquitectónico tradicional, resultado de una mezcla de creencias hindúes y budistas, junto al animismo austronesio, con el objetivo de que la casa esté en armonía con las leyes del cosmos del hinduismo balinés.

## Orientación espacial
Como la mayoría de las casas tradicionales en Indonesia, la orientación espacial y la jerarquía de los elementos son consideraciones cruciales en la arquitectura balinesa. Este concepto se basa en el principio del dharma hindú: cada uno de los objetos del universo está concebido para tener una ubicación ideal, debe estar correctamente alineado en todo momento para lograr la armonía con el universo con el objetivo final del moksha, el punto de liberación donde el hombre alcanza el estado de perfección. La ubicación de los objetos en la arquitectura balinesa tiene un papel importante en el contexto de este objetivo.
Los principios de la arquitectura balinesa, como el tamaño correcto, la ubicación correcta y la alineación correcta de los tipos de viviendas, se describen en el Asta Kosala Kosali. Son ocho reglas rectoras de la concepción arquitectónica escritas originalmente en javanés en un lontar (manuscrito de hoja de palma). Según el Asta Kosala Kosali, el universo está dividido en tres partes: buhr (el inframundo, reino de los demonios), buwah (el mundo humano) y swah (el cielo, reino de los dioses). Esta división cósmica se refleja en la geografía de Bali: se considera que la zona montañosa central (en donde se encuentra el monte Agung) pertenece a los dioses, mientras que el mar se asocia con los malos espíritus. La zona intermedia compuesta de llanuras y colinas es el reino de los hombres.
Esta jerarquía del reino también se encuentra en los puntos cardinales balineses. Los dos puntos cardinales principales son kaja y kelod. Kaja significa 'hacia la montaña' (el monte Agung) y se refiere a lo que es alto o sagrado. Kelod significa 'hacia el mar' (lugar de demonios) e indica lugares bajos y profanos. La mayoría de la población vive al sur del monte Agung, el eje principal es el eje norte-sur. Este no es el caso en el norte (Bali Aga). Los ejes secundarios son kangin (donde sale el sol, el este) y kauh (donde se pone el sol, el oeste). Kangin está asociado a la vida (sagrado) y kauh está asociado a la muerte (profano). Por tanto, el noreste (kaja kangin) se considera la dirección ideal para construir santuarios familiares, mientras que el suroeste (kelod kauh) es impuro. Este sistema cardinal juega un papel importante en la organización de la cultura balinesa.

## Complejo habitacional

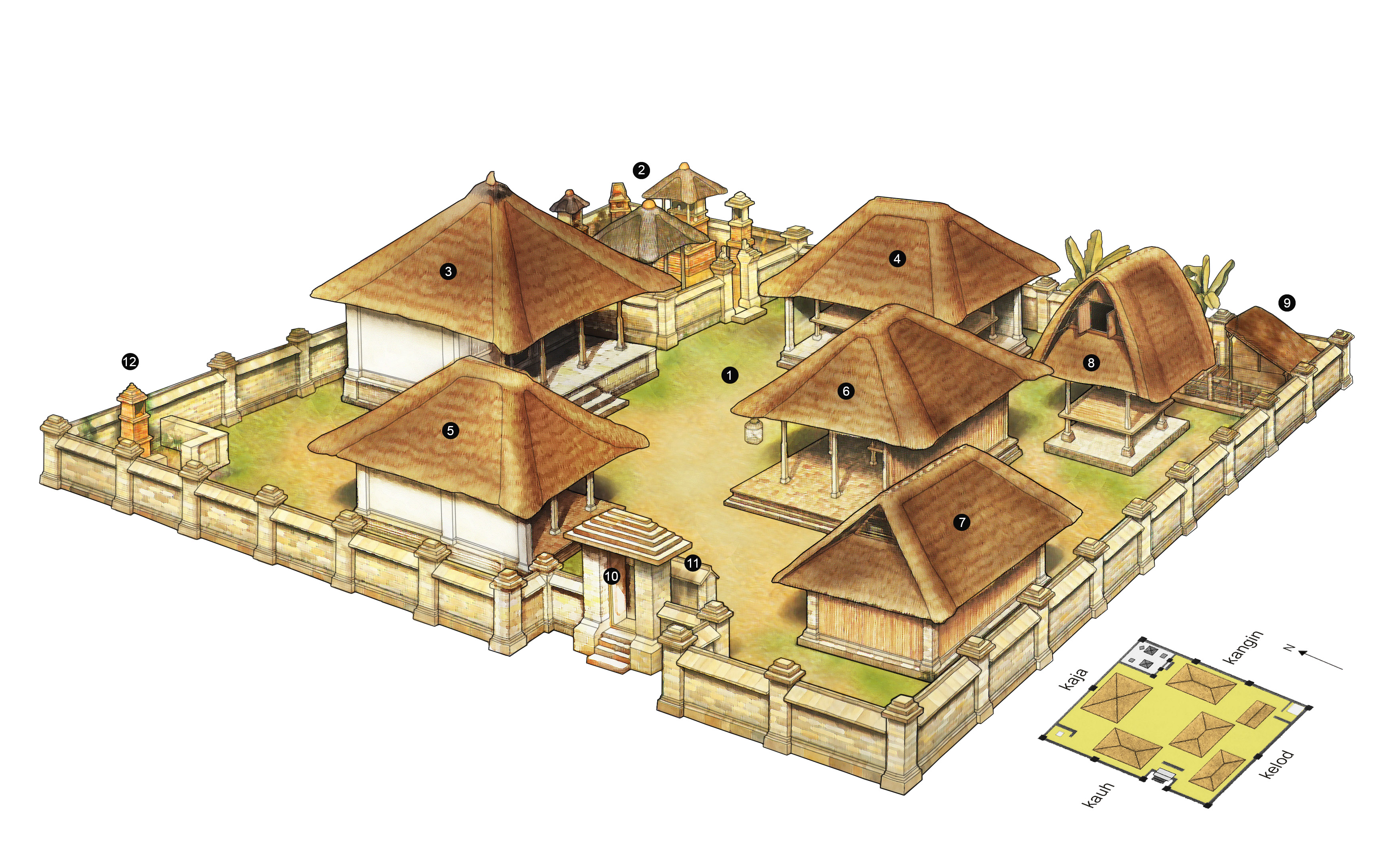
Un ejemplo de complejo habitacional balinés: 1. Natah 2. Sanggah Kemulan 3. Bale daja o meten 4. Bale dangin o sikepat 5. Bale dauh o tiang sanga 6. Bale delod o sekenam 7. Paon 8. Lumbung 9. Corral de cerdos 10. Lawang 11. Aling-aling 12. Sanggah pengijeng karang.

El complejo habitacional balinés se organiza en torno al natah, el patio central. El santuario familiar se llama sanggah kemulan, es un lugar dedicado a Trimurti. Generalmente se ubica en el noroeste debido a su carácter sagrado. Otros santuarios de protección de las casas (sanggah pengijeng karang) también se encuentran al noroeste.
El pabellón del norte (bale daja) es el pabellón más importante, está dedicado a dormir. El pabellón oriental (bale dangin) está destinado a albergar a los miembros de la familia ampliada (hermanos, por ejemplo) y es utilizado para ceremonias importantes. El pabellón occidental (bale dauh) se utiliza para recibir a los invitados. El pabellón del sur (bale sakenam) es utilitario, las mujeres lo usan tradicionalmente para tejer, por ejemplo.

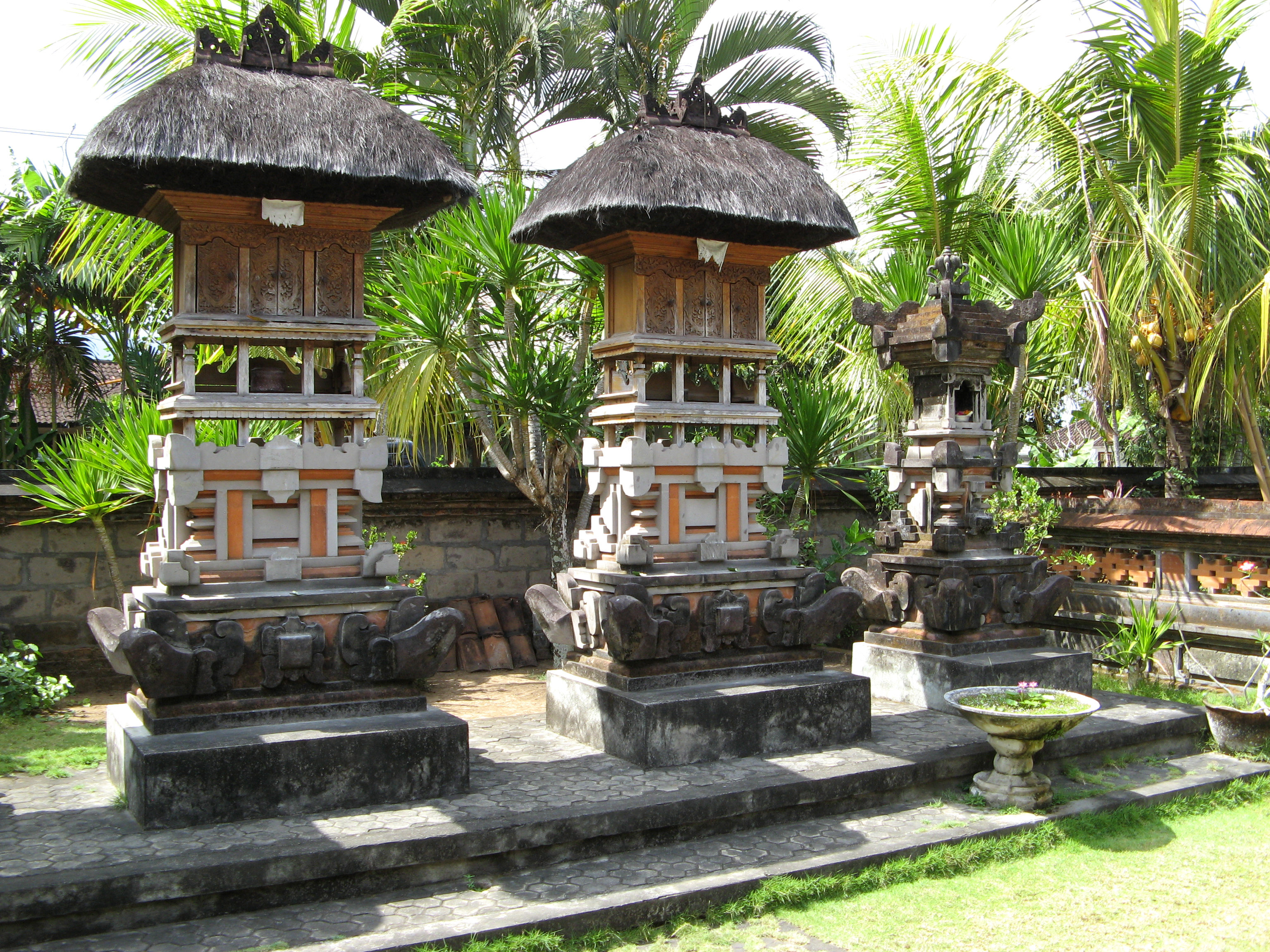
Varios santuarios domésticos pertenecientes a un complejo residencial balinés.

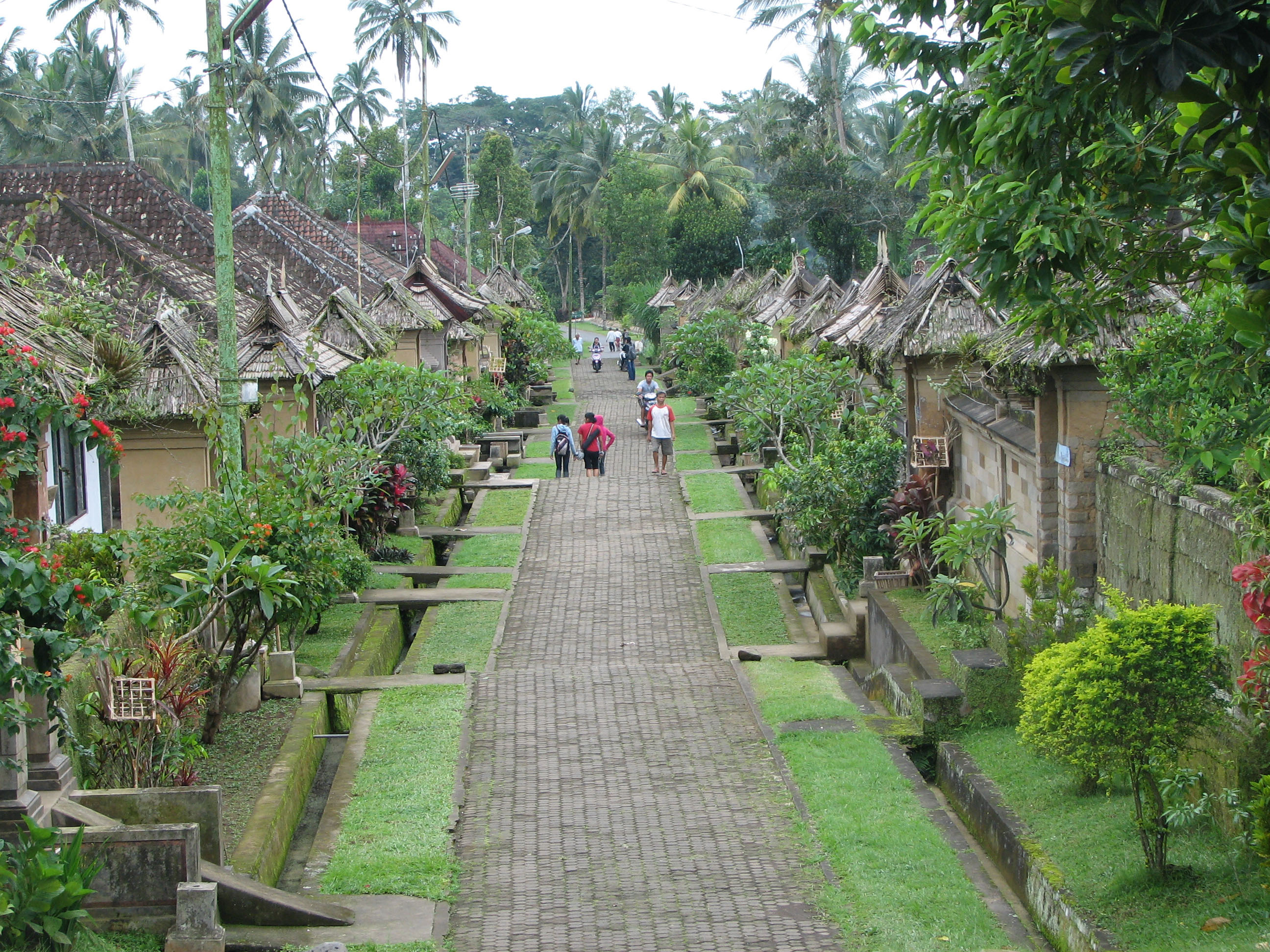
Casas que marcan la entrada a un complejo privado en el tradicional pueblo balinés de Penglipuran.

Entre otros edificios utilitarios se pueden citar paon (la cocina) y lumbung (el granero de arroz).
La puerta del complejo se llama lawang, que generalmente se sitúa en el lado más inhóspito, por lo tanto al suroeste. Detrás de ella se coloca un pequeño muro de separación (aling-aling) destinado a impedir la entrada de malos espíritus.